# 伊藤和広

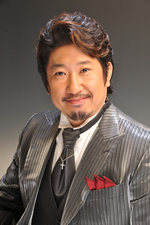

伊藤 和広（いとう かずひろ、本名同じ。1973年3月27日 - ）は、オペラ歌手。千葉県出身。東邦音楽大学声楽科卒業。藤原歌劇団団員。バリトン歌手として数々の舞台に出演。2018年3月までは東邦音楽大学専任講師、2018年4月以降は東邦音楽大学准教授。